# Ausschuss für Entwicklung
Der Ausschuss für Entwicklung (englisch Committee on Development, französisch Commission du développement; kurz DEVE) ist einer der zwanzig ständigen Hauptausschüsse des Europäischen Parlaments. Seit Juli 2024 ist Barry Andrews (Fianna Fáil/RE) Vorsitzender des Ausschusses.
Der Ausschuss befasst sich mit der Entwicklungspolitik der Europäischen Union. Dies betrifft insbesondere den politischen Dialog mit den Entwicklungsländern, die Hilfe für die Entwicklungsländer und die Förderung von Demokratie, Menschenrechten und Good Governance. Der Ausschuss beschäftigt sich außerdem mit den Beziehungen zu den AKP-Staaten und alle Angelegenheiten, die sich aus dem Cotonou-Abkommen ergeben. Ferner ist er für die Beteiligung des Europäischen Parlaments an Wahlbeobachtungsmissionen in Entwicklungsländern zuständig, wobei er mit den jeweiligen Delegationen des Parlaments zusammenarbeitet.
In der Europäischen Kommission fällt der Politikbereich in das Ressort des Kommissars für Entwicklung sowie des Kommissars für humanitäre Hilfe. Im Rat der Europäischen Union ist der Rat für Allgemeine Angelegenheiten und Außenbeziehungen zuständig. Da über die Entwicklungspolitik nach Art. 209 AEU-Vertrag im Mitentscheidungsverfahren entschieden wird, ist der Einfluss des Parlaments hier größer als etwa in der Gemeinsamen Handelspolitik oder der Gemeinsamen Außen- und Sicherheitspolitik.

## Vorsitzende (Auswahl)

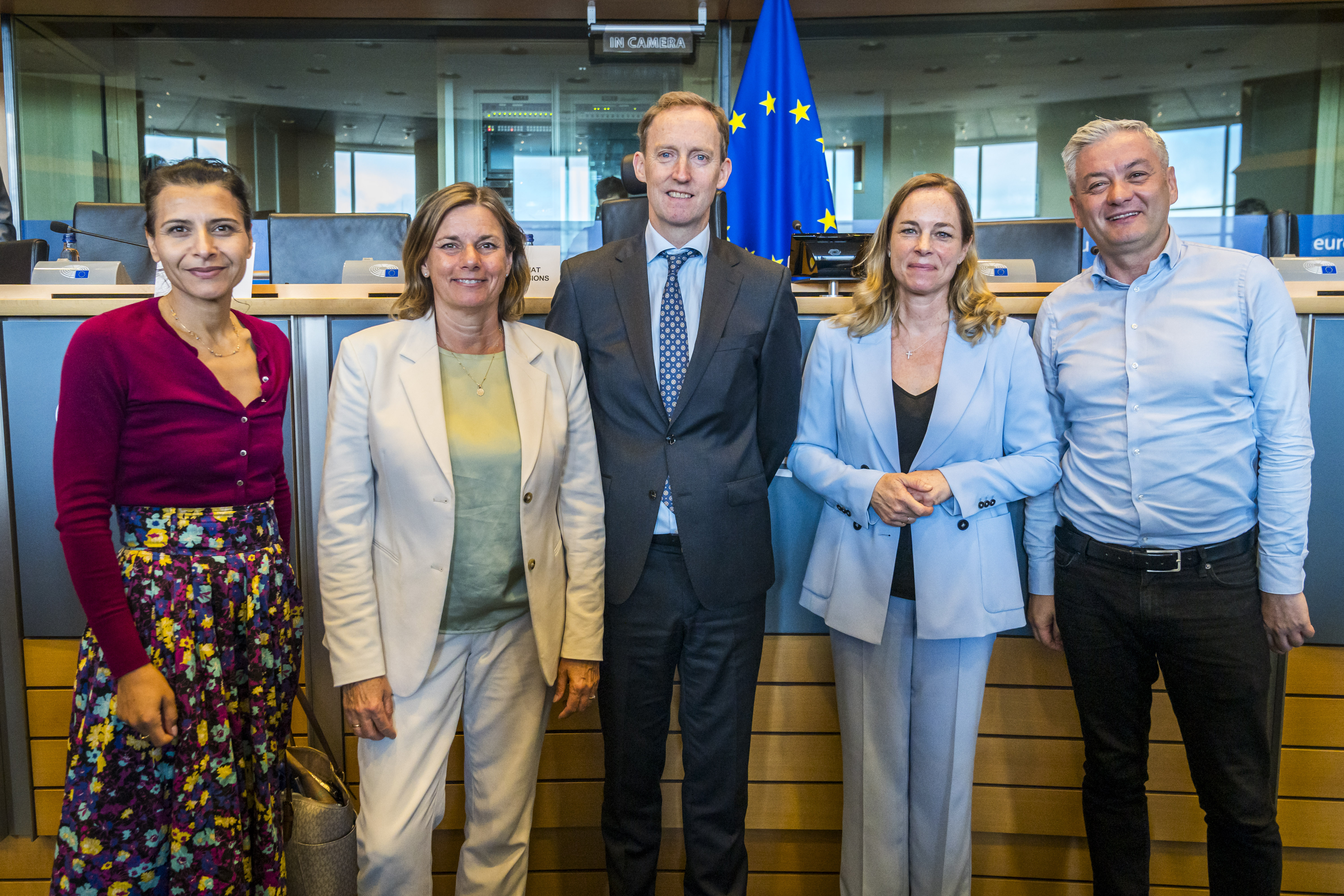
Ausschussvorsitzende der 10. Wahlperiode (2024–2029, v. l. n. r.): Abir Al-Sahlani, Isabella Lövin, Barry Andrews, Hildegard Bentele und Robert Biedroń

- 2009–2014: Eva Joly (EELV/Grüne/EFA)
- 2014–2019: Linda McAvan (Labour/S&D)
- 2019–2024: Tomas Tobé (M/EVP)[1]
- Seit 2024: Barry Andrews (Fianna Fáil/RE)[2]